# صحنة السفلي (غرغان بوي)
صحنة السفلی (بالفارسية: صحنه سفلی) هي قرية تقع في إيران في قسم غرغان بوي الريفي. يقدر عدد سكانها بـ 2,958 نسمة .